# Ingrid Hasselblatt-Diedrich
Ingrid Hasselblatt-Diedrich (* 17. August 1940 in Frankfurt am Main) ist eine deutsche Chirurgin und ärztliche Standespolitikerin.

## Leben
Ingrid Hasselblatt wurde 1940 in Frankfurt/Main als Tochter von Elisabeth und Ottomar Hasselblatt geboren. Nach dem Abitur an der Schillerschule in Frankfurt/Main im Jahr 1960 studierte sie in Frankfurt/Main und München, zunächst parallel Musik und Medizin. Wegen der Unzulässigkeit eines Parallelstudiums setzte sie an der Johann Wolfgang Goethe-Universität in Frankfurt/Main das Studium der Humanmedizin fort, das sie 1967 mit dem Staatsexamen abschloss. 1968 wurde sie mit der Dissertation zum Thema: „Erfolgreiche Operationen bei Doppel-Missbildungen“ zum Dr. med. promoviert. Die Approbation als Ärztin erhielt sie 1969. Danach machte sie in der Chirurgischen Abteilung am Bürgerhospital, Frankfurt/Main ihre Weiterbildung in Chirurgie. 1974 erhielt Ingrid Hasselblatt-Diedrich die Anerkennung als Fachärztin für Chirurgie, 1983 wurde sie dort zur Oberärztin der Chirurgie ernannt. Von 1987 bis zu ihrem Ruhestand im Jahr 2001 war Ingrid Hasselblatt Chefärztin der Chirurgischen Abteilung des Krankenhauses Sachsenhausen in Frankfurt. Von 1980 bis 2000 gehörte Ingrid Hasselblatt-Diedrich dem Präsidium der Landesärztekammer Hessen an, dem Bundesvorstand des Hartmannbundes von 1974 bis 1997. Im Rahmen ihrer berufspolitischen Tätigkeit hat sie sich insbesondere für die Verbesserung der Berufsbedingungen und Aufstiegschancen von Frauen im Arztberuf eingesetzt.

## Auszeichnungen
- Verdienstorden der Bundesrepublik Deutschland, Verdienstkreuz am Bande (1990)
- Ernst-von-Bergmann-Plakette der Bundesärztekammer (1995)
- Bundesverdienstkreuz 1. Klasse (2001)
- Paracelsus-Medaille der deutschen Ärzteschaft (2004)
- Hessischer Verdienstorden (2014)